# 間皮瘤
間皮瘤（Mesothelioma）是一種源自於覆蓋內臟表面的薄層組織（間皮細胞）的癌症。最常患病的部位是胸膜。腹膜也有，但較少見。在罕見的情下會出現在心包膜或睪丸鞘膜。間皮瘤的症狀有因肺中液體瀦留造成的呼吸困難、腹部腫脹、胸壁疼痛、咳嗽、疲倦，以及體重減輕。這些症狀出現的速度一般而言較為緩慢。
超過80%的間皮瘤是由暴露在含石棉的環境中所導致的。暴露程度越高，風險越大。截至2013年，約有1.25億人曾在工作環境中接觸石棉。患病比例較高的族群有：石棉礦的礦工、將石棉加工製做成產品的人、工作時會接觸石棉製品的人、和以上這些人同住的人，以及在含有石棉的建築物中工作的人。從暴露石棉到癌症出現大約相隔40年。清洗石棉工作者的衣物也會增加清洗者的罹病風險。其他風險因子包含遗传以及被SV40病毒感染。間皮瘤可以用胸部X光及X射线计算机断层成像進行初步診斷，再用細胞生物學或是活體組織切片來確診。
預防的重點為減少石棉暴露。間皮瘤的治療通常包括手術、放射線療法，及化學療法。有一種稱為肋膜黏連術的術式，是用滑石之類的物質使胸膜產生疤痕並沾黏在一起，可用來防止肺部積水增加。化療一般會用順鉑及培美曲塞。在美國，患者的五年存活率平均而言為8%。
在2015年，約有60800人罹患間皮瘤，其中32000人因此死亡。世界各地的間皮瘤發生率依地區而不同，在澳洲及英國的發生率較高，在日本則較低。在美國，每年約有3000個人得到此病，男性得到此病的比率比女性高。自1950年起，此病的發生率便呈現上昇的趨勢。被診斷出此病時病患大多年過65，且大多在七十歲左右死亡。在石棉的商業化應用問世以前，這個疾病非常罕見。

## 預防
香港於2008年修訂了《肺塵埃沉着病(補償)條例》（正名爲《肺塵埃沉着病及間皮瘤(補償)條例》），給予間皮瘤患者相當于塵肺病患者的補償待遇，理據是兩者同是暴露于石棉環境的後遺症。

## 外部連結
- 香港肺塵埃沉着病補償基金委員會官方網頁上的介紹

- ATSDR — Case Studies in Environmental Medicine: Asbestos Toxicity （页面存档备份，存于） U.S. Department of Health and Human Service (public domain)
- Mesothelioma: Questions and Answers from the U.S. National Cancer Institute
- Cancer.gov: Malignant Mesothelioma （页面存档备份，存于） from the U.S. National Cancer Institute
- Mesothelioma from the American Cancer Society
- Malignant Mesothelioma （页面存档备份，存于） review article from the American Cancer Society
- Medlineplus: Mesothelioma （页面存档备份，存于） from MEDLINE, part of the United States National Library of Medicine
- Worksafe, Western Australia, from Western Australia's Department of Consumer and Employment Protection（英语：Department of Consumer and Employment Protection）
- US Nat'l Institute for Occupational Safety and Health （页面存档备份，存于）, from the Centers for Disease Control
- Australian Mesothelioma Register （页面存档备份，存于）
- What is Mesothelioma? Research and advocacy from the Mesothelioma Applied Research Foundation（英语：Mesothelioma Applied Research Foundation）
- Radiology of mesotheliomas, with additional examples （页面存档备份，存于） from Radiopaedia.org
- Information （页面存档备份，存于） from Cancer Research UK
- UK mesothelioma statistics from Cancer Research UK
- Malignant Pleural Mesothelioma NCCN Patient Guidelines for Malignant Pleural Mesothelioma National Comprehensive Cancer Network（英语：National Comprehensive Cancer Network）